# (6478) Gault
(6478) Gault est un astéroïde de la ceinture principale.

## Description
(6478) Gault est un astéroïde de la ceinture principale. Il fut découvert le 12 mai 1988 à l'Observatoire Palomar par Carolyn S. Shoemaker et Eugene M. Shoemaker. Il présente une orbite caractérisée par un demi-grand axe de 2,31 UA, une excentricité de 0,19 et une inclinaison de 22,8° par rapport à l'écliptique.
Il fait partie de la famille d’astéroïdes de Phocée .
En janvier 2019, une activité cométaire est détectée autour du noyau de l'astéroïde. Elle serait causée par une désintégration progressive de l'objet depuis environ 100 millions d'années, probablement causé par l'augmentation de sa période de rotation par effet YORP.

## Compléments